# Katamenes niger
Katamenes niger är en stekelart som först beskrevs av Gaspard Auguste Brullé 1836.  Katamenes niger ingår i släktet Katamenes och familjen Eumenidae. Inga underarter finns listade i Catalogue of Life.